# Moncef Fakhfakh
 (octobre 2022).
Il peut être nécessaire de l'améliorer pour respecter le principe de neutralité de point de vue. Veuillez consulter la page de discussion pour plus de détails.

Moncef Fakhfakh, né le 7 mai 1947 à Sfax et mort le 29 août 2017 à Tunis, est un haut fonctionnaire, historien, et archiviste tunisien.

## Vie professionnelle
Fondateur de l'institution des Archives nationales de Tunisie dans sa forme actuelle, et directeur général de celle-ci de 1993 à 2006, il est à l'origine de la mise en place d'un système national moderne et cohérent d'archivage et de documents administratifs apte à organiser et préserver la mémoire du pays, notamment par l'élaboration d'un corpus de textes législatifs et règlementaires, l'organisation administrative des archives au niveau du gouvernement et des ministères, la formation d'une génération d'archivistes, la mise en place d'un système informatique intégré et la construction d'un bâtiment pour les archives nationales,,.
Sur le plan international, il est président de l'Association internationale des archives francophones (AIAF) (1992–2006), membre du comité exécutif du Conseil international des archives, président de sa commission d'audit et président de sa branche régionale arabe (1988-1998),, vice-président du Conseil international des archives chargé de la promotion des archives dans les pays en développement (1996-2000) et membre fondateur du Portail international archivistique francophone,, qu'il lance en tant que président de l'AIAF à l'occasion du Sommet mondial sur la société de l'information, le 17 novembre 2005.
Moncef Fakhfakh est un expert international et un concepteur de systèmes de gestion des documents et archives dans divers pays étrangers et arabes, dont Oman (2006-2012), les Émirats arabes unis (Charjah, 2015-2017), le Yémen, le Koweït, le Maroc, le Sénégal  et la Côte d'Ivoire.
Il est aussi consultant auprès des Nations unies (participation au programme de gestion des documents et des archives RAMP de l'Unesco),.
Premier docteur en Tunisie dans le domaine des archives, enseignant universitaire en archivistique en Tunisie et dans d'autres pays arabes et africains, il est directeur des études à l'Institut supérieur de documentation de Tunis à Tunis, et à l'origine de la création du laboratoire d'applications archivistiques qu'il n'a pas eu l'occasion d'inaugurer en 2018,.

## Vie syndicale
En marge de sa carrière professionnelle, Moncef Fakhfakh est un syndicaliste et militant de la gauche démocrate, d'abord au sein de l'Union générale des étudiants de Tunisie (UGET), où il contribue à la restructuration de l'organisation estudiantine après les arrestations de 1968 en tant que membre de la corporation d'histoire, puis au sein de l'Union générale tunisienne du travail (UGTT), où il est secrétaire général du syndicat régional de l'enseignement secondaire à Sfax (1976-1979) et participe au combat pour l'autonomie syndicale puis à la résistance pour le retour de la direction légitime après la répression du Jeudi noir (26 janvier 1978), n'hésitant pas à organiser chez lui de nombreuses réunions clandestines.

## Décorations et hommages
Moncef Fakhfakh est décoré chevalier de l'Ordre de la République tunisienne en 1996.
En guise d'hommage à sa mémoire, la Sharjah Documentation and Archive Authority décide d'accorder un don au Tadjikistan via la coopération au développement émiratie (en) consistant au financement du forage d'un puits baptisé au nom de Moncef Fakhfakh. Deux associations, émiratie et tadjike, sont mandatées pour la réalisation de ce projet qui est inauguré en 2018 (projet n°2018-03110) dans le district de Jaloliddin Balkhi (en), se situant dans la province de Khatlon.

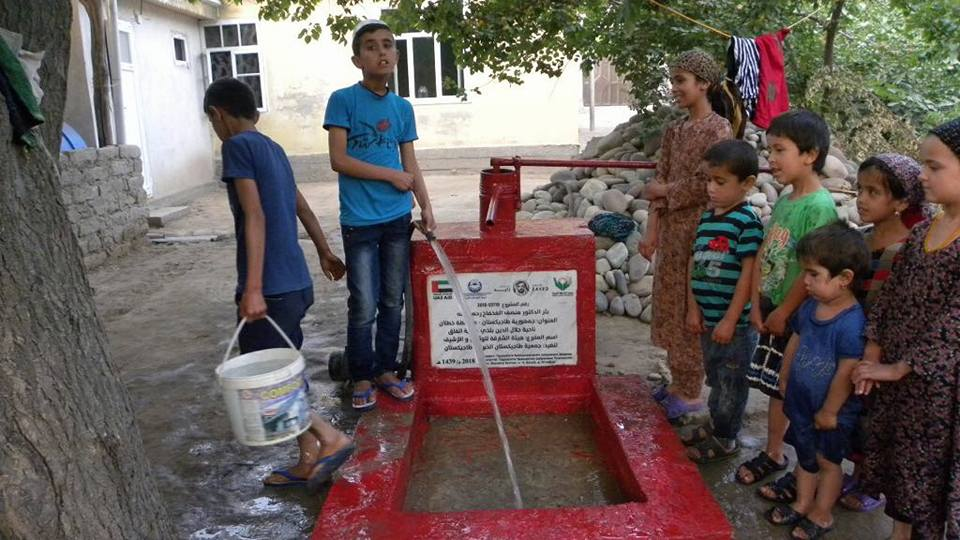
Puits Moncef-Fakhfakh dans le district de Jaloliddin Balkhi à Khalton (Tadjikistan).
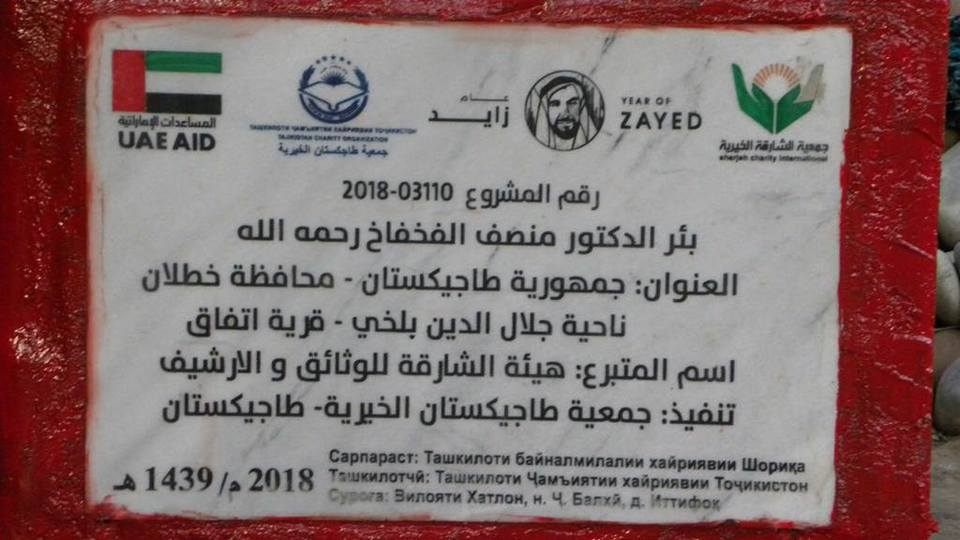
Plaque commémorative du puits.